# Station Snaith
Snaith is een spoorwegstation van National Rail in Snaith, East Riding of Yorkshire in Engeland. Het station is eigendom van Network Rail en wordt beheerd door Northern Rail. 